# Lindolfo Collor (község)
Lindolfo Collor egy község (município) Brazília Rio Grande do Sul államában. Nevét Lindolfo Leopoldo Boeckel Collor után kapta, aki Getúlio Vargas diktatúrája alatt munkaügyi miniszter volt. A község népességét 2021-ben 6193 főre becsülték.

## Története
A környék többi településéhez hasonlóan németek gyarmatosították. Régi neve Picada Capivara (Kapibara-ösvény) volt, ugyanis sok kapibara élt területén. Kezdetben Sant'Anna do Rio dos Sinos része volt, mely akkoriban São Leopoldo kerületének számított. 1867-ben São Leopoldo Bom Jardim (a mai Ivoti) nevű kerületének része lett. 1992-ben Picada Capivara függetlenedett Ivoti községtől, és 1993-ban Lindolfo Collor néven önálló községgé alakult.

## Leírása
Székhelye Lindolfo Collor, további kerületei nincsenek. Községközpontja 40 méter tengerszint fölötti magasságban, az állam székhelyétől (Porto Alegretől) 48 kilométerre, Ivoti városától 6 kilométerre van. 33 négyzetkilométeres területével Rio Grande do Sul harmadik legkisebb községe. Ugyanakkor az IPEA statisztikája szerint (amely az 1990-es évek halálozási arányait és a várható élettartamot listázta) Lindolfo Collor Brazília második legjobb községe a közegészségügy szempontjából. Gazdaságának legnagyobb részét az ipar teszi ki, a világ legnagyobb bőrszőnyeggyártójának számít; naponta körülbelül 4000 szőnyeget állítanak elő, melyek 30%-a a hazai piacra kerül, 70%-át pedig exportálják. A szőnyegek és bőráruk gyártása több száz munkahelyet teremt, és a település kézműveseinek és vállalkozóinak egyik fő bevételi forrása. 2011-ben Lindolfo Collor megkapta „A bőrszőnyegek fővárosa” (Capital dos Tapetes de Couro) címet.